# Метод тонирования Гуро
Метод тонирования Гуро́ — метод закрашивания в трёхмерной компьютерной графике (затенения), предназначенный для создания иллюзии гладкой криволинейной поверхности, описанной в виде полигональной сетки с плоскими гранями, путём интерполяции цветов примыкающих граней. Метод впервые предложен Анри Гуро в 1971 году.
Принцип метода состоит в последовательном вычислении нормалей к каждой из граней трёхмерной модели, дальнейшего определения нормалей вершин путём усреднения нормалей всех примыкающих к вершине граней. Далее на основании значений нормалей по выбранной модели отражения вычисляется освещённость каждой вершины, которая представляется интенсивностью цвета в вершине. Расчёт освещения, использованный Гуро, был основан на модели диффузного отражения Ламберта.
Многоугольники, образующие грани, наконец закрашиваются вдоль рёбер путём билинейной интерполяции значений интенсивности цвета в вершинах.
- Сфера, тонированная по Гуро (малое количество граней, выглядит не лучшим образом).
- Она же, но со значительно большим количеством граней.